# Peinecillo (corte de carne)

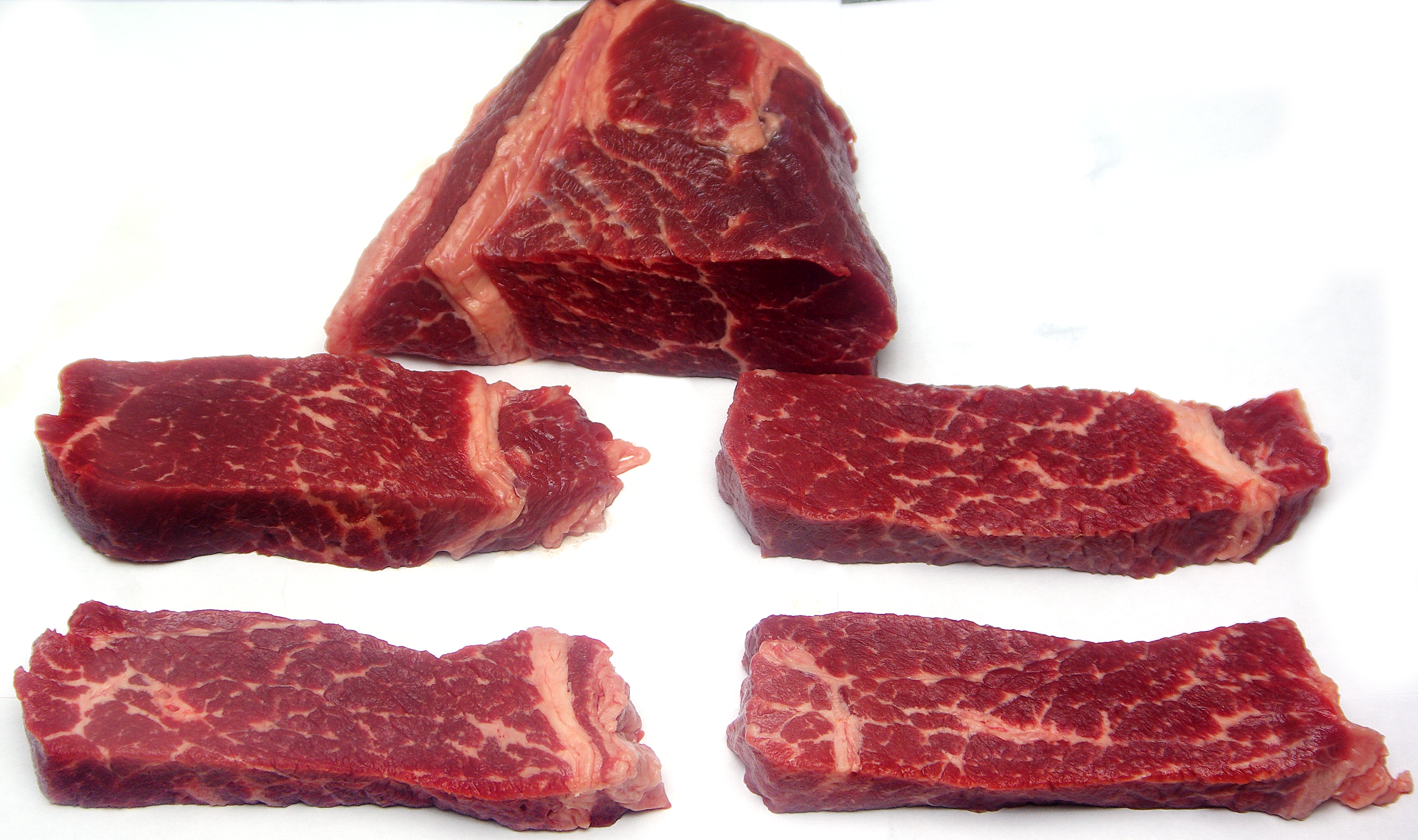
Peinecillo (corte de carne)

Peinecillo es un corte de carne proveniente de la totalidad de la parte dorsal de la res, desde la espalda hasta la pierna. Se le denomina peinecillo principalmente en la zona occidental de México. En Argentina se le conoce también como bife ancho o bife angosto, dependiendo de la porción que es cortada, o como New York en Estados Unidos. Adicionalmente, en Chile se le conoce como "lomo liso" y/o "lomo vetado", según corresponda. Su abundante marmoleado lo convierte en uno de los cortes preferidos para preparar a las brasas.